# Chuj-Sprache
Chuj (andere Schreibweisen: Chuh, Czuj, Chuje, Chuhe, IPA: [ʧuːx]) ist eine Sprache aus der Familie der Maya-Sprachen, die man in Guatemala und in Mexiko spricht.
Es gibt zwei verwandte Sprachen, die chuj heißen:
- San Mateo Ixtatán Chuj (Chuj de San Mateo Ixtatán, Ixatan Chuj) – man schätzt, dass in Guatemala über 22.000 Menschen und in Mexiko über 9.000 Menschen die Sprache sprechen
- San Sebastián Coatán Chuj (Chuj de San Sebastián Coatán, Süd-Chuj) – man schätzt, dass in Guatemala über 19.000 Menschen die Sprache sprechen